# Sulfatace
Sulfatace je chemická reakce, při které se na substrát navazuje skupina SO3. V řadě případů jde o reakce oxidu sírového (SO3), většinou se ale v praxi provádějí nepřímo. Navázání uvedené skupiny významně mění vlastnosti substrátu.

## V průmyslu

### Sulfatace oxidu vápenatého
Sulfatace slouží k odstraňování síry uvolněné při spalování fosilních paliv v podobě oxidu siřičitého, který v atmosféře vytváří kyselinu sírovou. Plyny vznikající spalováním reagují s oxidem nebo uhličitanem vápenatým, který reakcí s oxidem siřičitým a kyslíkem vytváří síran vápenatý:
CaO + SO2 → CaSO3
2 CaSO3 + O2 → 2 CaSO4
celková rovnice navazování SO3:
CaO + SO3 → CaSO4

### Detergenty a kosmetika
Sulfatacemi se vyrábějí některé detergenty a kosmetika. Sulfátová skupina je silně polární; pokud je navázána na lipofilní řetězec, tak se vzniklá sloučenina chová jako povrchově aktivní látka. Nejrozšířenějšími takto vyráběnými sloučeninami jsou dodecylsíran sodný a laurethsulfát sodný.
Reakcemi alkoholů s kyselinou chlorsírovou se tvoří alkylsulfáty:
ClSO3H + ROH → ROSO3H + HCl
Alkoholy mohou být sulfatovány oxidem sírovým za vzniku monoesterů kyseliny sírové:
SO3 + ROH → ROSO3H

## Biologické sulfatace

Heparin, sulfatovaný sacharid

Biochemické sulfatace bývají zprostředkovávány sulfotransferázami, enzymy katalyzujícími přenos ekvivalentu oxidu sírového na alkoholy a fenoly, které se tak mění na sulfátové estery. Zdrojem SO3 je zpravidla 3'-fosfoadenosin-5'-fosfosulfát. Z aminových substrátů vznikají sulfamáty. Sulfatace je jedním z hlavních druhů posttranslačních modifikací bílkovin.
Sulfatace jsou součástmi mnoha biologických dějů, například detoxikací, řízení hormonů, rozeznávání molekul, buněčné signalizace, a vstupu virů do buněk. Vyskytují se v 2. fázi metabolismu léčiv, často snižují jejich farmakologickou a toxikologickou aktivitu, ale někdy (například u aromatických aminů či methylovaných polyaromatických uhlovodíků) je naopak aktivují. Sulfatace jsou také zahrnuty do syntéz sulfatovaných glykosaminoglykanů, jako jsou heparin, heparansulfát, chondroitinsulfát, a dermatansulfát.

### Sulfatace tyrosinu
Sulfatace tyrosinu jsou posttranslační modifikace, při které jsou bílkoviny sulfatovány na tyrosinových zbytcích; zprostředkovává je tyrosylproteinsulfotransferáza, obvykle v Golgiho aparátu. Tyto sulfatace probíhají u rostlin a živočichů, ale ne u prokaryot nebo kvasinek. Sulfatovány jsou tyrosiny na povrchu molekul, obvykle v sousedství kyselých skupin. Význam těchto sulfatací není znám.

#### Regulace
Geny zajišťující sulfatace tyrosinu se účastní regulace transkripce a tyrosin-O-sulfát je stálý a nerozkládá se snadno savčími sulfatázami. O-sulfatace tyrosinu je in vivo nevratná.

## Mořské řasy
Mnoho jedlých mořských řas obsahuje vysoce sulfatované polysacharidy.
Sulfotransferázy se vyvinuly za účelem přizpůsobení původně suchozemských organismů mořskému prostředí.